# Cheminée géodésique

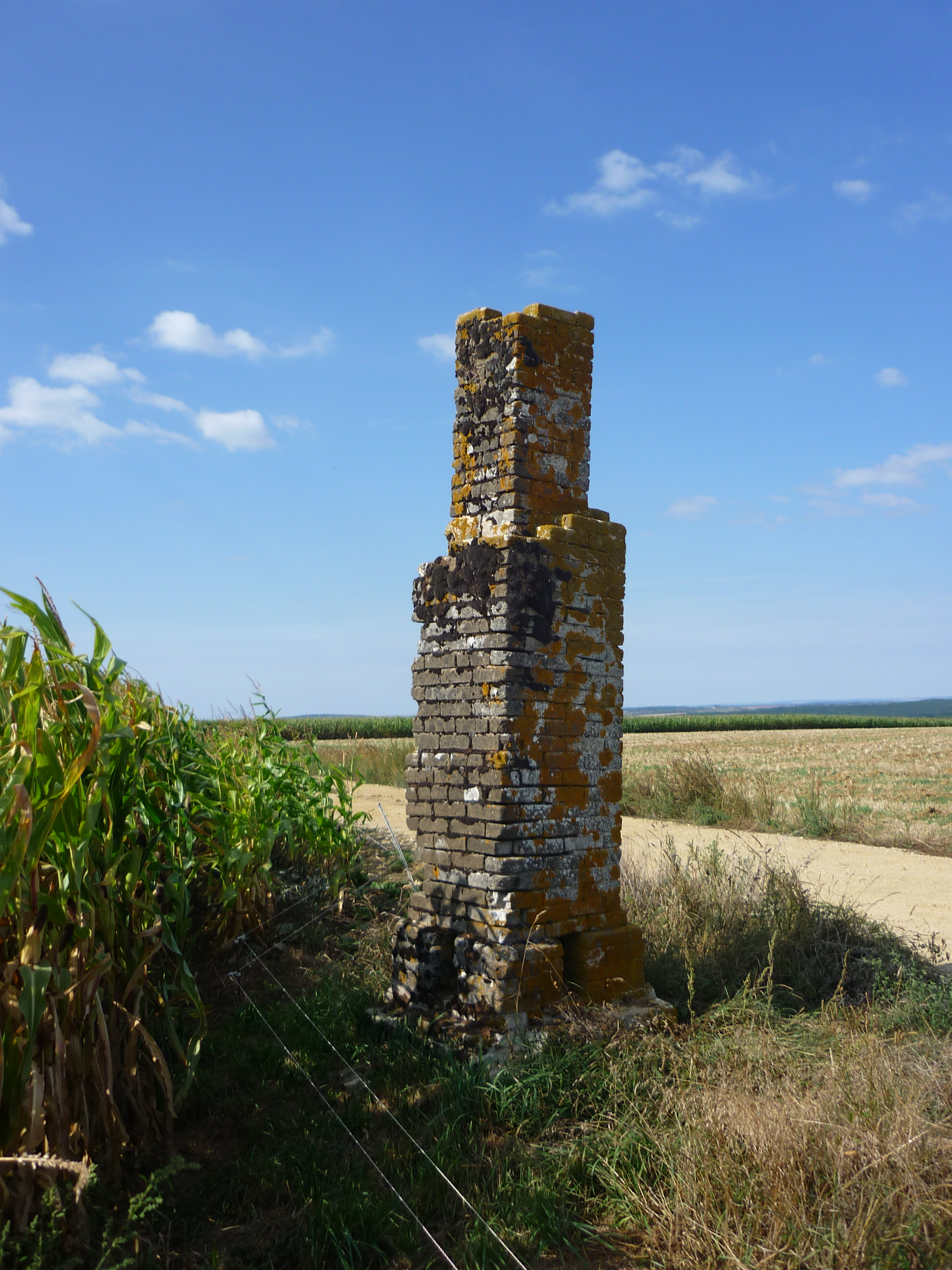
Une cheminée géodésique à Rehaincourt, dans les Vosges, en France.

Une cheminée géodésique ou tour géodésique est un ancien édifice permettant d'effectuer une mesure de géodésie.

## Fonctionnement
Une cheminée géodésique est un haut édifice creux, généralement en brique ou en pierre. De forme oblongue, il ressemble souvent à une cheminée d'usine. Au sol, en son centre, est scellée une borne géodésique, rendue accessible depuis l'extérieur par une ou plusieurs ouvertures à la base de l'édifice.
La hauteur de la structure permet de faire passer à l'intérieur un long fil à plomb, lequel est ainsi protégé du vent, afin de positionner le théodolite à l'aplomb de la borne géodésique qu'elle surmonte, et ainsi réaliser des mesures précises avec d'autres points géodésiques connus.
On peut aussi, au contraire, y positionner une mire (signal géodésique) ou un miroir, afin que la cheminée puisse être visée depuis un autre point ; mais sa partie supérieure étant souvent effilée, son axe et sommet pouvaient être visés sans que l'installation d'un signal supplémentaire soit nécessaire.
Ces cheminées étaient souvent utilisées en terrain plat ou boisé pour observer ou être observées par-dessus les obstacles et aussi s'affranchir des turbulences atmosphériques au niveau du sol.

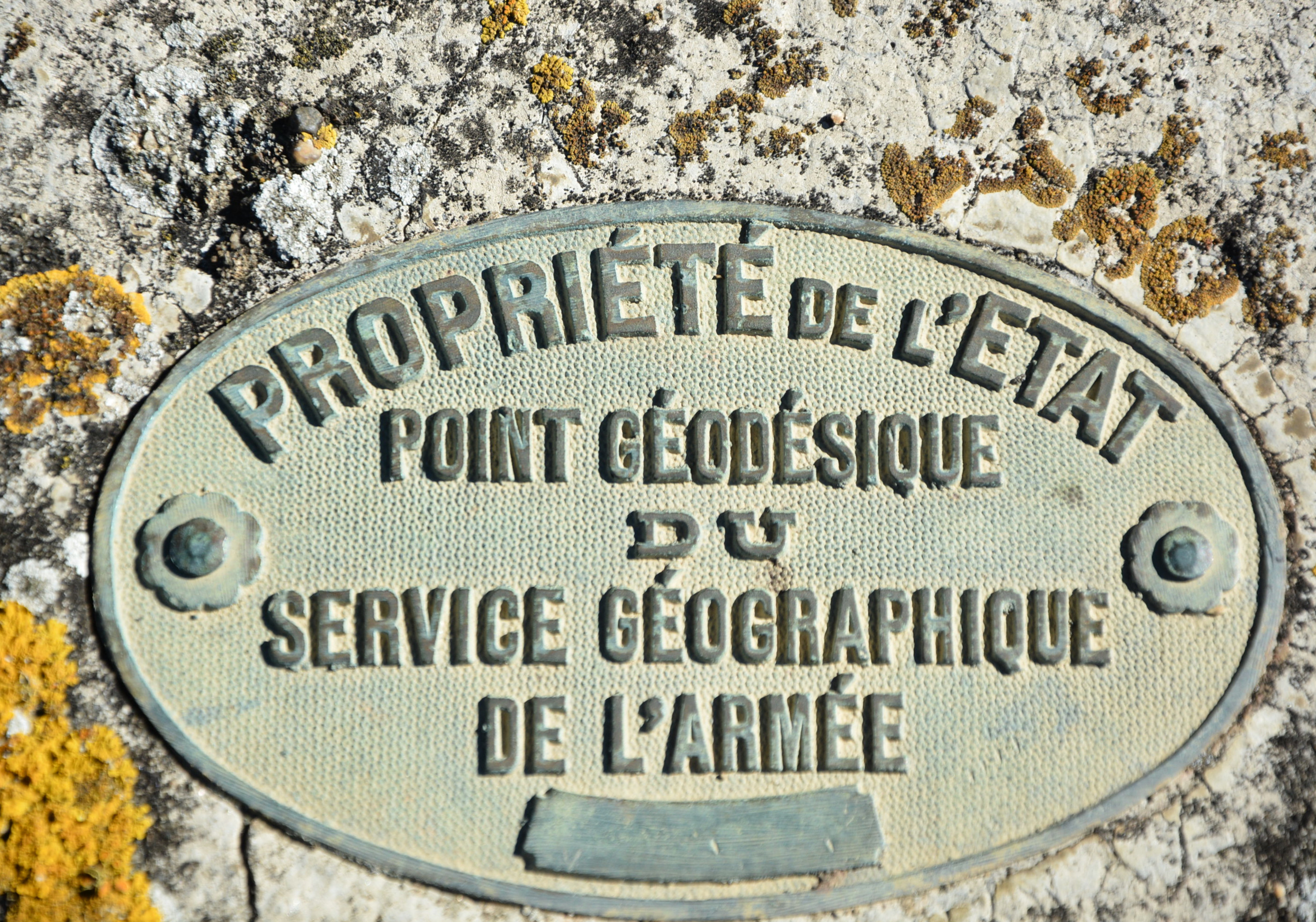
Plaque signalétique au pied de la cheminée de Plagnole (Haute-Garonne).
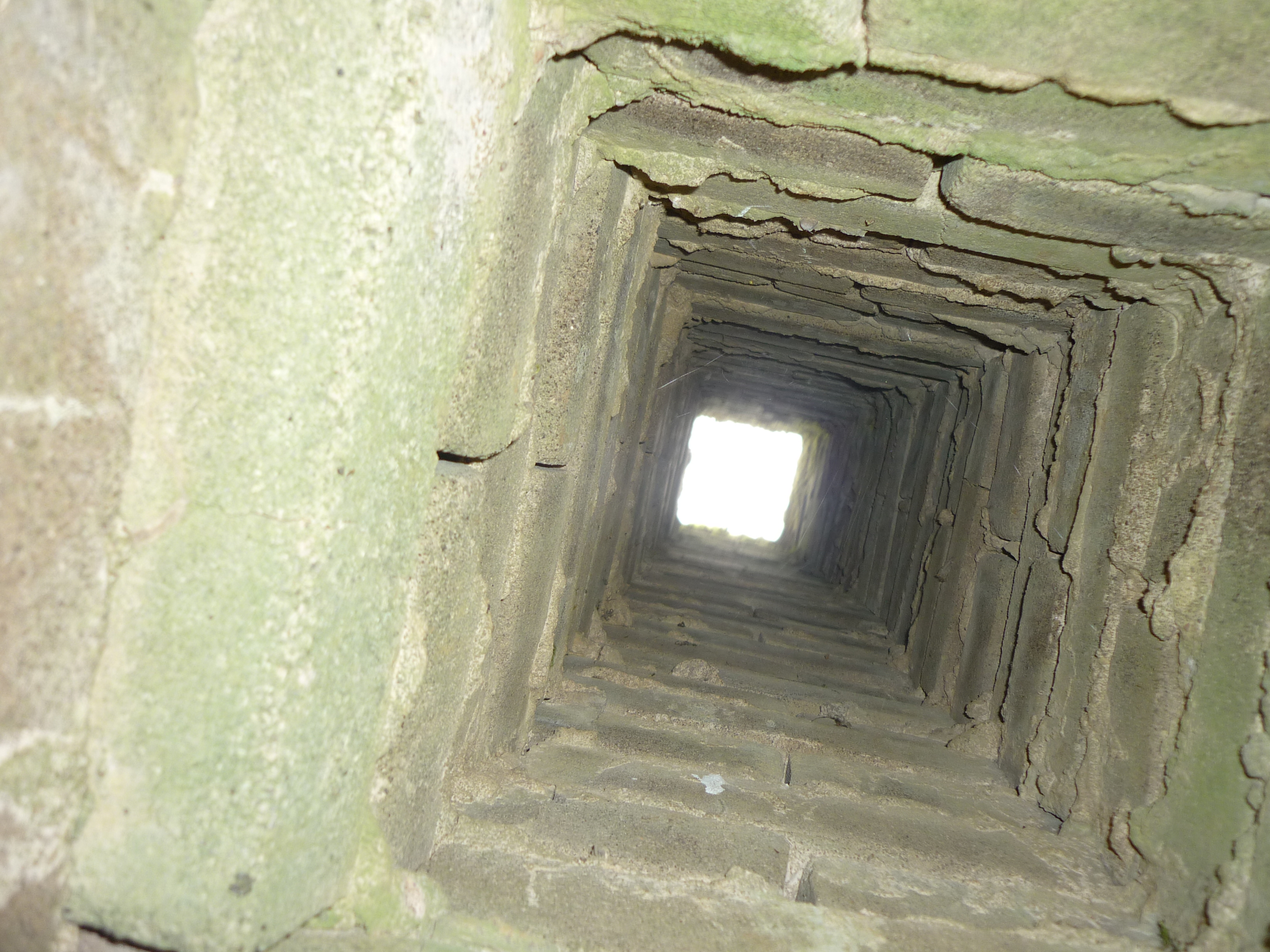
Vue de l'intérieur de la cheminée de Rehaincourt (Vosges).
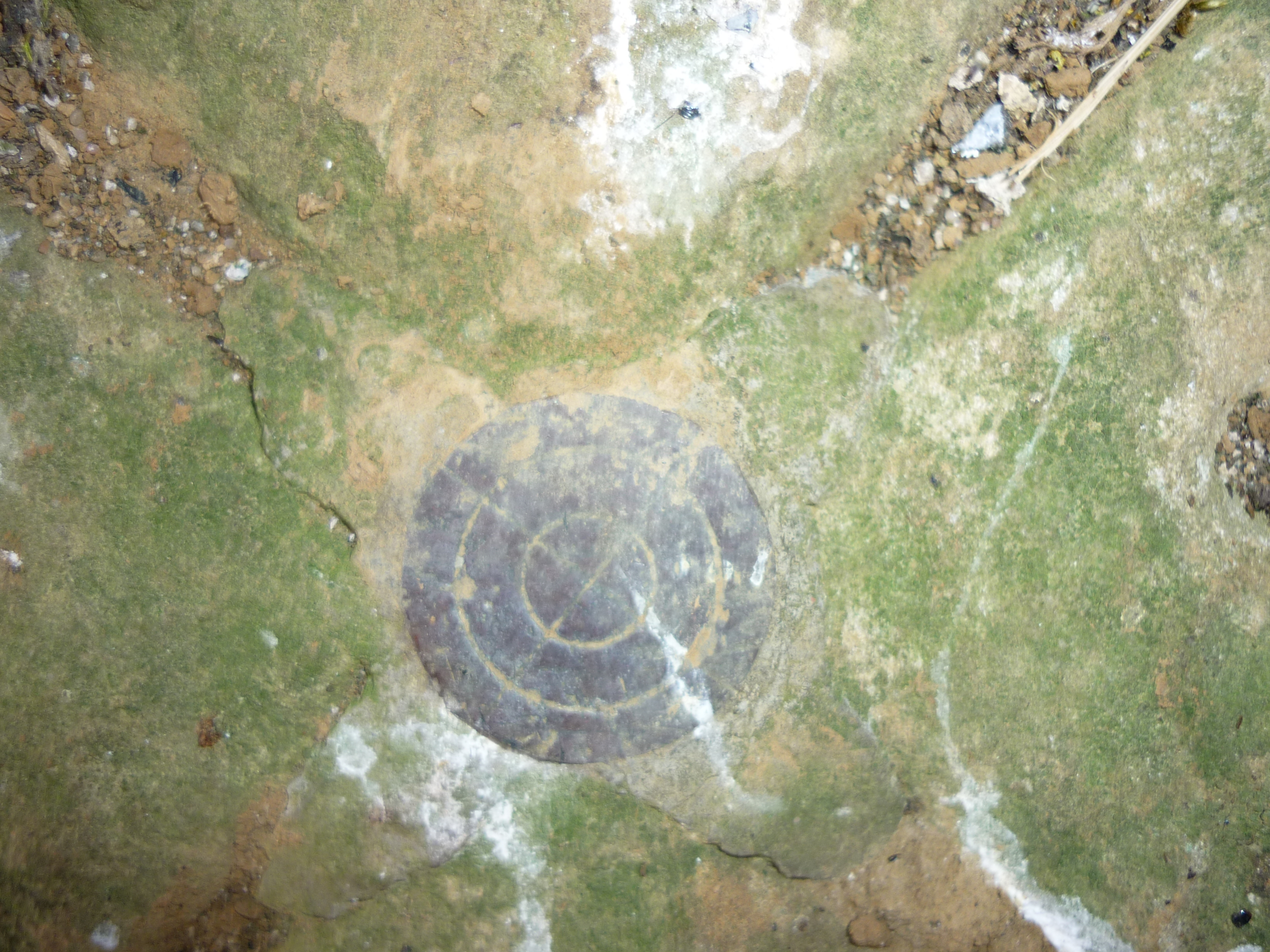
Borne scellée à la base de la cheminée de Rehaincourt (Vosges).
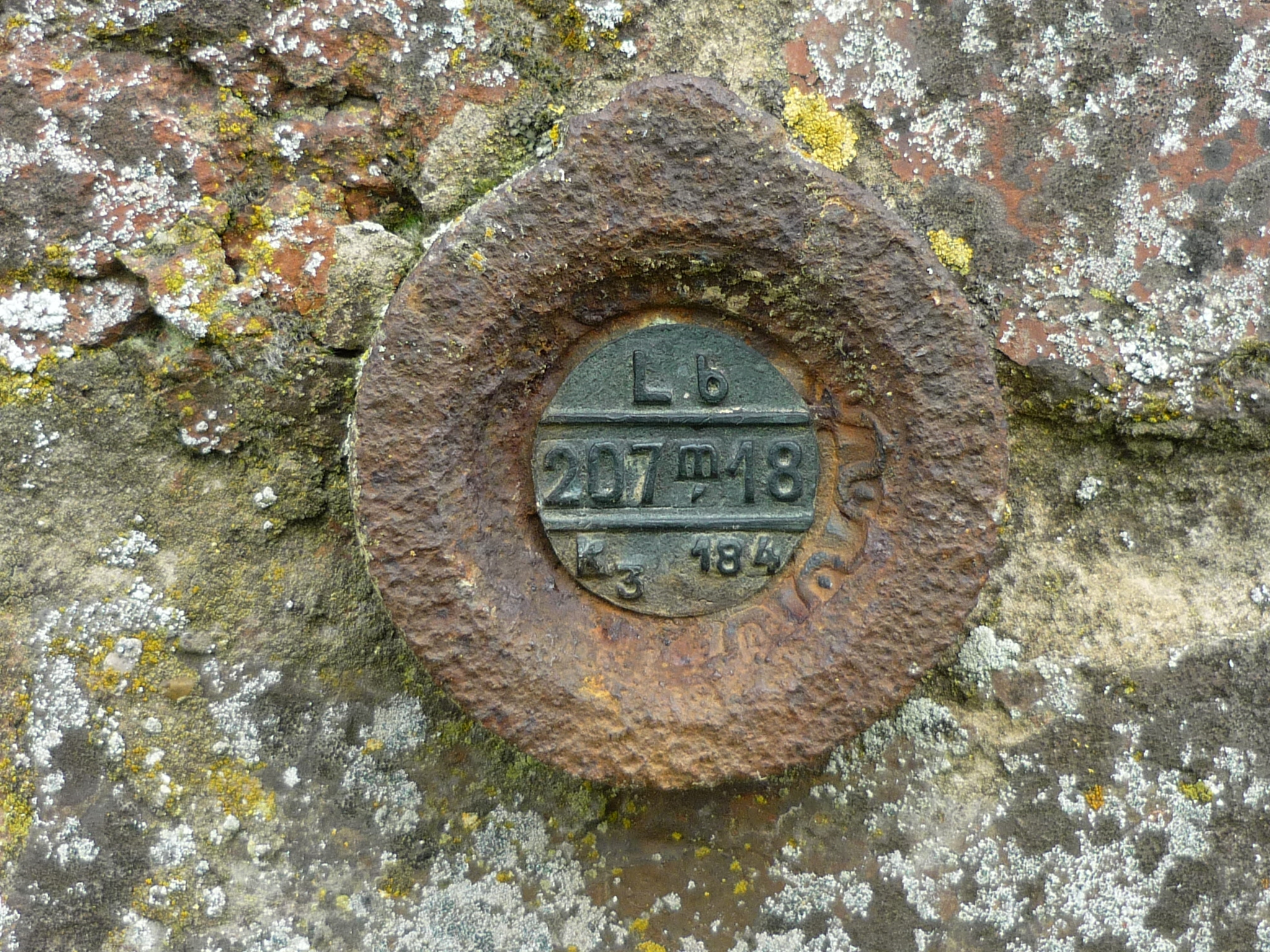
Repère de nivellement sur la cheminée de Saint-Rémy-Blanzy (Aisne).
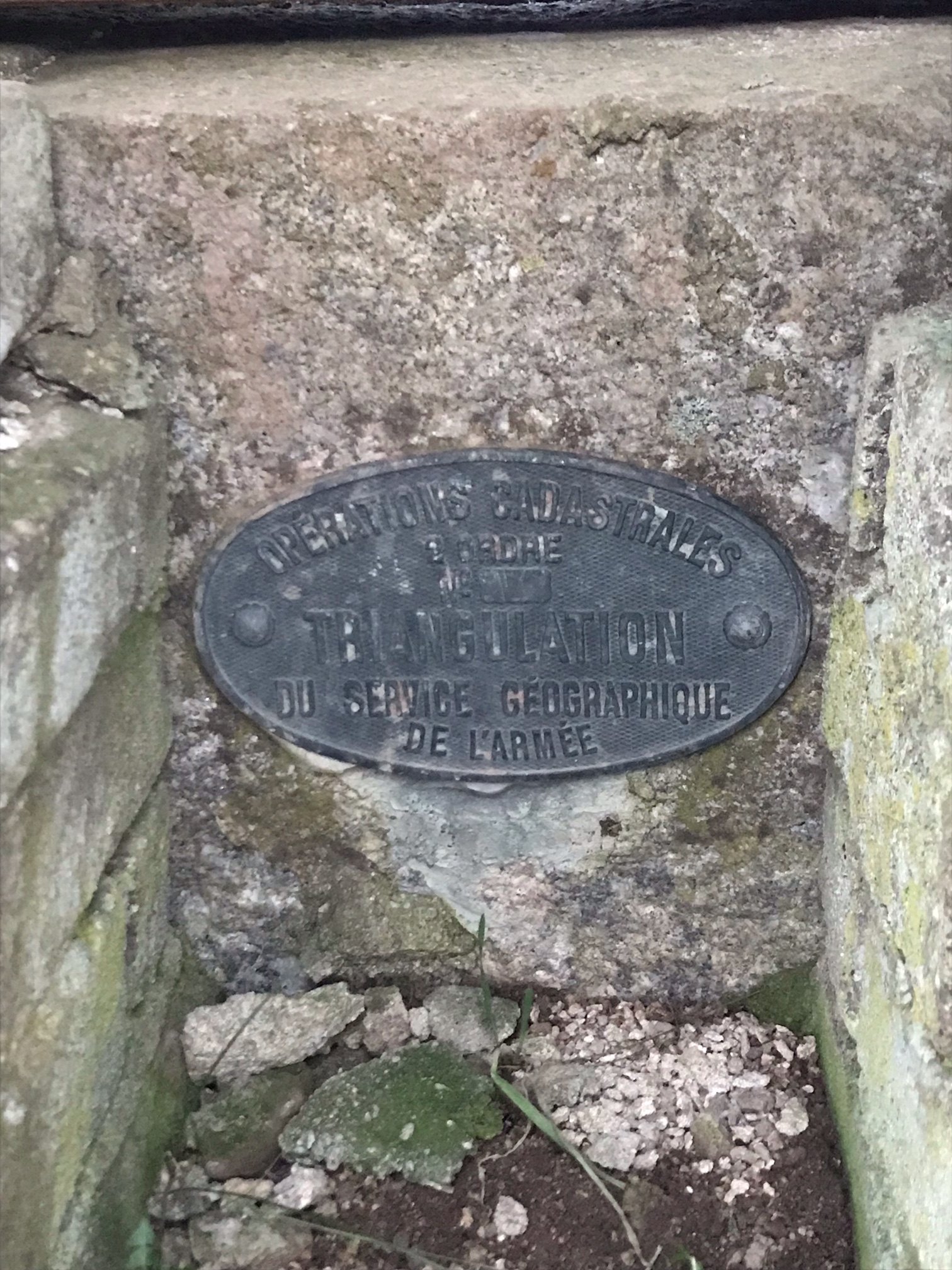
Plaque fixée à la base de la cheminée de Vioménil (Vosges).

## Historique
En France, les cheminées géodésiques sont construites à la fin du XIXe siècle ou au début du XXe siècle, principalement dans l'est et le nord du pays. En effet, à cette époque, les régions qui sont prioritairement cartographiées sont les zones de front.

## Liste de cheminées géodésiques en France
Parmi les cheminées géodésiques érigées en France, on trouve :
| Commune | Département        | Région                     | Coordonnées géographiques       | Site géodésique IGN | Illustration                                                       |
| --- | ------------------ | -------------------------- | ------------------------------- | ------------------- | ------------------------------------------------------------------ |
| Allègre | Haute-Loire        | Auvergne                   | 45° 11′ 50,3″ N, 3° 43′ 42,1″ E | 4300301             | Cheminée géodésique d'Allègre                                      |
| Arthonnay                                                                                                  | Yonne              | Bourgogne                  | 47° 55′ 13,1″ N, 4° 11′ 00,4″ E | 8901901             | Cheminée géodésique d'Arthonnay                                    |
| Chaumont                                                                                                   | Yonne              | Bourgogne                  | 48° 17′ 33,5″ N, 3° 06′ 01,7″ E | 8909301             | Cheminée géodésique de Chaumont                                    |
| Saint-Sérotin                                                                                              | Yonne              | Bourgogne                  | 48° 15′ 33″ N, 3° 10′ 11″ E     | 8936901             | Cheminée géodésique de Saint-Sérotin                               |
| Chavanges                                                                                                  | Aube               | Champagne-Ardenne          | 48° 31′ 18,7″ N, 4° 34′ 13,3″ E | 1009401             | Cheminée géodésique de Chavanges                                   |
| Giffaumont-Champaubert                                                                                     | Marne              | Champagne-Ardenne          | 48° 32′ 30,4″ N, 4° 45′ 52″ E   | 5126901             | Cheminée géodésique de Giffaumont-Champaubert                      |
| Montgenost                                                                                                 | Marne              | Champagne-Ardenne          | 48° 35′ 48,2″ N, 3° 35′ 27,7″ E | 5137601             | Cheminée géodésique de Montgenost                                  |
| Tréfols | Marne              | Champagne-Ardenne          | 48° 48′ 57,1″ N, 3° 31′ 02,4″ E | 5138601             | Cheminée géodésique de Tréfols                                     |
| Bourbonne-les-Bains                                                                                        | Haute-Marne        | Champagne-Ardenne          | 47° 57′ 32,6″ N, 5° 40′ 38,6″ E | 5206001             | Cheminée géodésique de Bourbonne-les-Bains                         |
| Graffigny-Chemin                                                                                           | Haute-Marne        | Champagne-Ardenne          | 48° 09′ 41,1″ N, 5° 36′ 49,2″ E | 5222701             | Cheminée géodésique de Graffigny-Chemin                            |
| Laneuville-au-Pont                                                                                         | Haute-Marne        | Champagne-Ardenne          | 48° 37′ 21,7″ N, 4° 52′ 52,6″ E | 5226701             | Cheminée géodésique de Laneuville-au-Pont                          |
| Leschères-sur-le-Blaiseron (détruite)                                                                      | Haute-Marne        | Champagne-Ardenne          | 48° 20′ 45,1″ N, 5° 04′ 09″ E   | 5228401             | Cheminée géodésique de Leschères-sur-le-Blaiseron                  |
| Rives Dervoises (anciennement Longeville-sur-la-Laines)                                                    | Haute-Marne        | Champagne-Ardenne          | 48° 27′ 49,1″ N, 4° 42′ 43,4″ E | 5229305             | Cheminée géodésique de Rives Dervoises                             |
| Maizières                                                                                                  | Haute-Marne        | Champagne-Ardenne          | 48° 29′ 13,5″ N, 5° 04′ 32,1″ E | ?                   | Cheminée géodésique de Maizières                                   |
| Vouécourt                                                                                                  | Haute-Marne        | Champagne-Ardenne          | 48° 15′ 28,4″ N, 5° 10′ 02,6″ E | 5254701             | Cheminée géodésique de Vouécourt                                   |
| Chauconin-Neufmontiers                                                                                     | Seine-et-Marne     | Île-de-France              | 48° 59′ 12,1″ N, 2° 50′ 44,7″ E | 7733502             | En forêt sur un mont                                               |
| Fontainebleau                                                                                              | Seine-et-Marne     | Île-de-France              | 48° 25′ 35,3″ N, 2° 42′ 39,2″ E | 7718601             | Cheminée géodésique de Fontainebleau                               |
| Fromont | Seine-et-Marne     | Île-de-France              | 48° 15′ 30,1″ N, 2° 30′ 14,5″ E | 7719801             | Cheminée géodésique de Fromont                                     |
| Jossigny (près du moulin à vent de Belle-Assise)                                                           | Seine-et-Marne     | Île-de-France              | 48° 49′ 34,2″ N, 2° 45′ 57,7″ E | 7723701             | Cheminée géodésique de Jossigny                                    |
| La Chapelle-Gauthier                                                                                       | Seine-et-Marne     | Île-de-France              | 48° 30′ 45,3″ N, 2° 53′ 07,3″ E | 7708602             | Cheminée géodésique de La Chapelle-Gauthier                        |
| La Grande-Paroisse                                                                                         | Seine-et-Marne     | Île-de-France              | 48° 23′ 24,3″ N, 2° 54′ 26,7″ E | ?                   | Tour géodésique de la Grande Paroisse, au milieu de la végétation. |
| Montgé-en-Goële                                                                                            | Seine-et-Marne     | Île-de-France              | 49° 02′ 01,2″ N, 2° 45′ 01,4″ E | 7730801             | Cheminée géodésique de Montgé-en-Goële                             |
| Ozoir-la-Ferrière                                                                                          | Seine-et-Marne     | Île-de-France              | 48° 45′ 55,4″ N, 2° 38′ 15,1″ E | 7735001             | Cheminée géodésique d'Ozoir-la-Ferrière                            |
| Saints | Seine-et-Marne     | Île-de-France              | 48° 44′ 52″ N, 3° 03′ 11,3″ E   | 7743301             | Cheminée géodésique de Saints                                      |
| Souppes-sur-Loing                                                                                          | Seine-et-Marne     | Île-de-France              | 48° 12′ 28,9″ N, 2° 44′ 01,8″ E | 7745801             | Cheminée géodésique de Souppes-sur-Loing                           |
| Champcueil                                                                                                 | Essonne            | Île-de-France              | 48° 30′ 43,6″ N, 2° 25′ 18,9″ E | 9113502             | Cheminée géodésique de Champcueil                                  |
| Yerres | Essonne            | Île-de-France              | 48° 43′ 20,3″ N, 2° 28′ 57,8″ E | 9169101             | Cheminée géodésique d'Yerres                                       |
| Charmont                                                                                                   | Val-d'Oise         | Île-de-France              | 49° 08′ 41,4″ N, 1° 47′ 54″ E   | 9514101             | Cheminée géodésique de Charmont                                    |
| Ancerville                                                                                                 | Meuse              | Lorraine                   | 48° 38′ 16,7″ N, 5° 03′ 15″ E   | 5501001             | Cheminée géodésique d'Ancerville                                   |
| Montiers-sur-Saulx                                                                                         | Meuse              | Lorraine                   | 48° 32′ 21″ N, 5° 13′ 28,5″ E   | 5534801             | Cheminée géodésique de Montiers-sur-Saulx                          |
| Thélod | Meurthe-et-Moselle | Lorraine                   | 48° 32′ 48,4″ N, 6° 02′ 17″ E   | 5451501             | Cheminée géodésique de Thélod                                      |
| Beaufremont                                                                                                | Vosges             | Lorraine                   | 48° 15′ 58,6″ N, 5° 45′ 15,8″ E | 8804501             | Cheminée géodésique de Beaufremont                                 |
| Champdray                                                                                                  | Vosges             | Lorraine                   | 48° 08′ 05,9″ N, 6° 44′ 17,6″ E | 8808501             | Cheminée géodésique de Champdray                                   |
| Moncel-sur-Vair                                                                                            | Vosges             | Lorraine                   | 48° 25′ 41″ N, 5° 43′ 16,1″ E   | 8830501             | Cheminée géodésique de Moncel-sur-Vair                             |
| Rehaincourt                                                                                                | Vosges             | Lorraine                   | 48° 22′ 23,6″ N, 6° 29′ 54,4″ E | 8837901             | Cheminée géodésique de Rehaincourt                                 |
| Serocourt                                                                                                  | Vosges             | Lorraine                   | 48° 07′ 26,3″ N, 5° 51′ 35,9″ E | 8845601             | Cheminée géodésique de Serocourt                                   |
| Vioménil (partiellement détruite ; il existe une photographie datée de 1946 de la cheminée encore entière) | Vosges             | Lorraine                   | 48° 05′ 25,9″ N, 6° 11′ 16,4″ E | 8851501             | Cheminée géodésique de Vioménil                                    |
| Plagnole                                                                                                   | Haute-Garonne      | Midi-Pyrénées              | 43° 24′ 59,8″ N, 1° 03′ 42,8″ E | 3142301             | Cheminée géodésique de Plagnole                                    |
| Alquines                                                                                                   | Pas-de-Calais      | Nord-Pas-de-Calais         | 50° 42′ 59,5″ N, 1° 58′ 26,3″ E | 6202401             | Cheminée géodésique d'Alquines                                     |
| Beaumerie-Saint-Martin (effondrée en 2017)                                                                 | Pas-de-Calais      | Nord-Pas-de-Calais         | 50° 25′ 59″ N, 1° 48′ 45,4″ E   | 6209401             | Cheminée géodésique de Beaumerie-Saint-Martin                      |
| Fresnicourt-le-Dolmen                                                                                      | Pas-de-Calais      | Nord-Pas-de-Calais         | 50° 25′ 54,1″ N, 2° 37′ 01,4″ E | 6235601             | Cheminée géodésique de Fresnicourt-le-Dolmen                       |
| Herly | Pas-de-Calais      | Nord-Pas-de-Calais         | 50° 31′ 56,2″ N, 2° 00′ 12,2″ E | 6243701             | Cheminée géodésique d'Herly                                        |
| Planques                                                                                                   | Pas-de-Calais      | Nord-Pas-de-Calais         | 50° 27′ 02,5″ N, 2° 05′ 20,8″ E | 6265901             | Cheminée géodésique de Planques                                    |
| Saulchoy                                                                                                   | Pas-de-Calais      | Nord-Pas-de-Calais         | 50° 21′ 57,4″ N, 1° 50′ 59,3″ E | 6278301             | Cheminée géodésique de Saulchoy                                    |
| Gonneville-sur-Mer (détruite)                                                                              | Calvados           | Basse-Normandie            | 49° 16′ 55,1″ N, 0° 00′ 49,3″ E | 1430501             | Cheminée géodésique de Gonneville-sur-Mer                          |
| Fontenelle-en-Brie                                                                                         | Aisne              | Picardie                   | 48° 54′ 51,2″ N, 3° 28′ 33″ E   | 0232501             | Cheminée géodésique de Fontenelle-en-Brie                          |
| Saint-Rémy-Blanzy                                                                                          | Aisne              | Picardie                   | 49° 15′ 01,4″ N, 3° 19′ 35,2″ E | 0269302             | En plein milieu d'un champ sur un mont                             |
| Sorbais | Aisne              | Picardie                   | 49° 53′ 17,8″ N, 3° 52′ 55,3″ E | 0272801             | Cheminée géodésique de Sorbais                                     |
| Vénérolles                                                                                                 | Aisne              | Picardie                   | 49° 59′ 25,7″ N, 3° 37′ 07,8″ E | 0277901             | Cheminée géodésique de Vénérolles                                  |
| Coivrel | Oise               | Picardie                   | 49° 33′ 10,8″ N, 2° 33′ 40,3″ E | 6015801             | Cheminée géodésique de Coivrel                                     |
| Frétoy-le-Château (détruite en 2001)                                                                       | Oise               | Picardie                   | 49° 39′ 34,7″ N, 2° 59′ 19,2″ E | 6026301             | Cheminée géodésique de Frétoy-le-Château                           |
| Le Plessis-Patte-d'Oie                                                                                     | Oise               | Picardie                   | 49° 41′ 20,2″ N, 3° 03′ 34,3″ E | 6050201             | Cheminée géodésique du Plessis-Patte-Oie                           |
| Ablaincourt-Pressoir                                                                                       | Somme              | Picardie                   | 49° 51′ 11,4″ N, 2° 49′ 38,5″ E | ?                   | Cheminée géodésique d'Ablaincourt-Pressoir                         |
| Bouillancourt-en-Séry                                                                                      | Somme              | Picardie                   | 49° 56′ 28,1″ N, 1° 39′ 15,7″ E | 8012001             | Cheminée géodésique de Bouillancourt-en-Séry                       |
| Brie | Somme              | Picardie                   | 49° 53′ 07,6″ N, 2° 56′ 54,2″ E | 8014101             | Cheminée géodésique de Brie                                        |
| Dompierre-sur-Authie                                                                                       | Somme              | Picardie                   | 50° 16′ 59,7″ N, 1° 55′ 44,7″ E | 8024802             | Cheminée géodésique de Dompierre-sur-Authie                        |
| Montagne-Fayel (détruite volontairement par le propriétaire du terrain en 2021)                            | Somme              | Picardie                   | 49° 54′ 44,1″ N, 1° 59′ 19,5″ E | 8055901             | Cheminée géodésique de Montagne-Fayel                              |
| Nouvion | Somme              | Picardie                   | 50° 13′ 43,3″ N, 1° 45′ 12,6″ E | 8059801             | Cheminée géodésique de Nouvion                                     |
| Nurlu | Somme              | Picardie                   | 50° 00′ 13,3″ N, 3° 00′ 43,3″ E | 8060101             | Cheminée géodésique de Nurlu                                       |
| Saint-Martin-du-Fouilloux                                                                                  | Deux-Sèvres        | Poitou-Charentes           | 46° 36′ 09,3″ N, 0° 08′ 49,4″ O | 7927801             | Cheminée géodésique de Saint-Martin-du-Fouilloux                   |
| Signes | Var                | Provence-Alpes-Côte d'Azur | ?                               | ?                   | Cheminée géodésique de Signes                                      |
| Pouillat                                                                                                   | Ain                | Rhône-Alpes                | 46° 18′ 40,7″ N, 5° 24′ 38,2″ E | 0130901             | Cheminée géodésique de Pouillat                                    |